# Phobaeticus magnus
Phobaeticus magnus är en insektsart som beskrevs av Frank H.Hennemann och Oskar V.Conle 2008. Phobaeticus magnus ingår i släktet Phobaeticus och familjen Phasmatidae. Inga underarter finns listade i Catalogue of Life.